# Ary Scheffer
Pour les articles homonymes, voir Scheffer.
Ary Scheffer né le 10 février 1795 à Dordrecht et mort le 15 juin 1858 à Argenteuil est un peintre français d’origine hollandaise.
Il s'est imposé parmi les maîtres de la peinture romantique française. Ses compositions dénotent une inspiration mystique et rêveuse.

## Biographie
Fils de Johan Bernard Scheffer, peintre et graveur allemand, qui fut peintre à la cour du roi de Hollande Louis Napoléon pendant la dernière année de sa vie, Ary Scheffer vint, deux ans après la mort de son père, en 1811, à Paris où sa mère, Cornelia Lamme (en), artiste peintre néerlandaise, une femme énergique et de grand caractère le plaça dans l’atelier de Pierre-Narcisse Guérin. Le moment où il quitta Guérin coïncide avec le début du mouvement romantique. Il se sentait peu de sympathie pour la direction que lui avait donnée ses représentants les plus illustres, Xavier Sigalon, Eugène Delacroix ou bien Théodore Géricault ; sa carrière commença en 1819 avec l’exposition au Salon de Dévouement patriotique de six bourgeois de Calais après quoi il tenta diverses expériences : Gaston de Foix (1824), les Femmes souliotes (1827) avant de trouver sa propre voie. Le style de Scheffer a été qualifié de « classicisme froid ».
Immédiatement après l’exposition des Femmes souliotes il se tourna vers Byron et Goethe, choisissant dans Faust une longue série des sujets qui jouissaient d’une vogue extraordinaire. Parmi eux, on peut mentionner Marguerite au Rouet, Faust tourmenté par le Doute, Marguerite au Sabbat, Marguerite à l’église, La Promenade au Jardin et finalement, peut-être le plus populaire de tous, Marguerite au Puits. Les deux versions de Mignon datent de 1836 et Francesca da Rimini, une des meilleures œuvres de Scheffer, appartient à la même période.
Enthousiasmé par une esquisse de Théodore Rousseau, il lui prête son atelier de travail pour l'exécution de sa Descente des vaches des hauts plateaux du Jura, toile qui sera refusée au Salon de 1836.

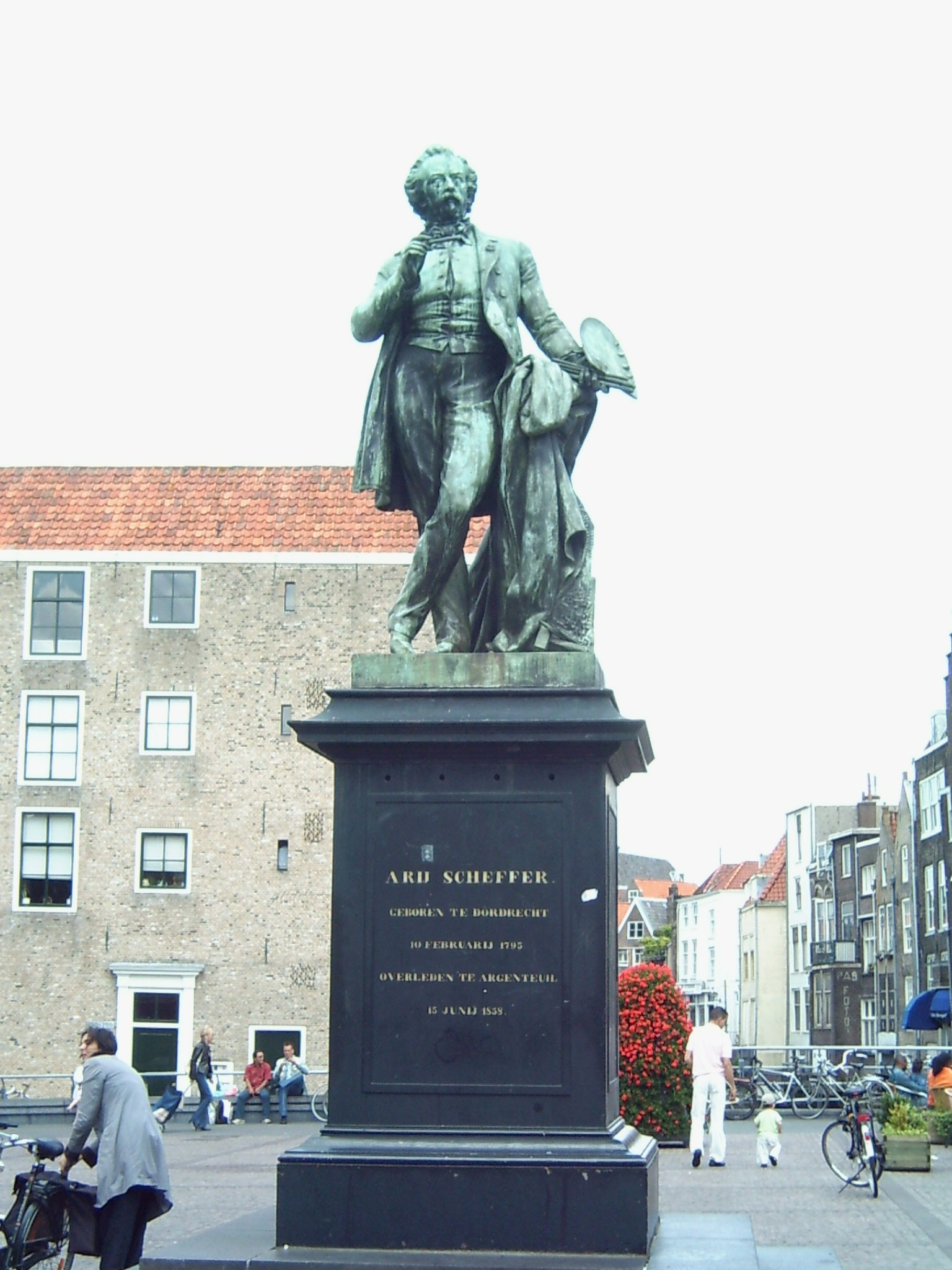
Joseph Mezzara, Monument à Ary Sheffer (1862), Dordrecht.

Scheffer fut un portraitiste accompli, comme en témoignent les effigies des compositeurs Frédéric Chopin (un de ces portraits fut détruit par les Russes lors de l'insurrection polonaise en 1963) et Franz Liszt. D’obédience protestante, il s’est également tourné vers les sujets religieux : outre un portrait de Calvin brossé dans sa maturité, il peint Le Christ consolateur (1836), suivi du Christ rémunérateur, des Bergers conduits par l’Étoile (1837), des Rois mages déposant leurs couronnes, du Christ au Jardin des Oliviers, du Christ portant sa croix, du Christ mis au tombeau (1845), de Saint Augustin et sainte Monique (1846), après quoi il cessa d’exposer. Ses liens étroits avec la famille royale — il fut le professeur de dessin de la princesse Marie d’Orléans, fille du roi Louis-Philippe, elle-même sculptrice romantique de talent — expliquent que sa faveur soit tombée, après l’instauration de la Deuxième République en 1848.
Scheffer fut promu commandeur de la Légion d'honneur en 1848, après s’être complètement retiré du Salon.
Naturalisé français au soir de sa vie, en 1850, il épousa, le 6 novembre de cette année, Sophie Marin, la veuve de son ami le général Baudrand.
Auguste Bartholdi fut, dans sa jeunesse, l'un de ses derniers élèves rue Chaptal. Reclus dans son atelier, Ary Scheffer continua à produire beaucoup, poursuivant son enseignement, mais surtout recevant le Tout-Paris, George Sand, Chopin, Liszt, Ivan Tourgueniev, Charles Dickens, Gioachino Rossini, Delacroix, Géricault.
Le public ne put voir le travail de ses dix dernières années qu’après sa mort, lors de l’exposition posthume de ses travaux, où figuraient Inquiétudes de la Terre et Ange annonçant la Résurrection, qu’il avait laissés inachevés. Parmi ses nombreux portraits, ceux de La Fayette, de Béranger, de Lamartine et de la reine Marie-Amélie sont les plus remarquables. Cette exposition posthume n’aida guère sa réputation, qui fut par la suite encore ébranlée par la vente de la galerie Paturle, qui contenait beaucoup de ses œuvres les plus vantées ; le charme et la facilité de leur composition ne pouvaient les sauver de la condamnation que provoquaient leur terre-à-terre et la pauvreté de leurs sentiments.
Reconnue quelques années après sa naissance, sa fille naturelle, Cornélia Scheffer, dirigeait l'atelier de la rue Chaptal. Elle devait épouser René Marjolin, chirurgien. Sans enfant, elle laissa, à sa propre mort en 1898, la quasi-totalité de l'atelier paternel à Dordrecht, la ville natale de son père, qui édifia un musée portant son nom – aujourd’hui Dordrechts Museum. En revanche, elle légua la propriété de la rue Chaptal à sa petite-nièce par alliance, Noémi Renan-Psichari, fille de l'écrivain Ernest Renan. Ses deux filles l'ont transmise, avec quelques toiles d'Ary Scheffer et des archives familiales restées dans la famille, à l'État français. En 1982 s'ouvrit dans cette demeure le musée Renan-Scheffer qui devint, après une importante rénovation, en 1987 le musée de la Vie romantique lequel, au fil des années, a acheté nombre de toiles du maître.
En 1995, à l’occasion du bicentenaire de sa naissance, le musée de Dordrecht a consacré au peintre une rétrospective majeure qui fut reprise l'année suivante au musée de la Vie romantique, qui présente aujourd’hui, au premier étage du pavillon à l’italienne, un ensemble significatif de ses peintures parmi lesquelles : La Mort de Géricault, réplique du tableau du musée du Louvre ; La Princesse de Joinville ; La Reine Marie-Amélie en deuil ; Pauline Viardot ; Le Giaour ; Faust et son pendant Marguerite ; Sophie Marin ; Louis Ratisbonne ; Béranger ; Jean-Abraham Nottebohm ; Saint Augustin et sainte Monique ; L’Abbé Deguerry ; Calvin, etc. Elles sont entourées d’œuvres de ses contemporains, en particulier le portrait du maître par l’Anglais Thomas Phillips, son buste post-mortem sculpté en marbre par Jules Cavelier en 1859, son profil en médaillon (bronze) par David d'Angers de 1828.
Il est enterré à Paris au cimetière de Montmartre (division 22).
Sa nièce, Cornélie, fille de son frère cadet Henry Scheffer, qui fut lui aussi peintre, a épousé le philosophe et homme de lettres Ernest Renan. Son petit-fils, prénommé Ary Renan en mémoire de son grand-oncle, également peintre, appartenait à l’école symboliste.
Quatre ans après sa mort, la ville de Dordrecht a érigé un monument en sa mémoire sur la place de la Bourse, aujourd’hui place Scheffer. À Paris, une rue du 16e arrondissement a également reçu son nom en 1907.

## Peintures
| Tableau | Titre | Date           | Dimensions       | Notes               | Lieu de conservation                                            |
| ------- | --- | -------------- | ---------------- | ------------------- | --------------------------------------------------------------- |
|         | La Mort de Saint Louis | vers 1817      | 146,6 × 179 cm   | Note                | Los Angeles, musée d'Art du comté de Los Angeles                |
|         | Le Serment des sept chefs devant Thèbes                                                                                   | 1817           | 32,5 × 40,5 cm   |                     | Paris, École nationale supérieure des beaux-arts                |
|         | Portrait de Monsieur Georges Becht                                                                                        | 1818           | 92 × 73 cm       | Note                | Senlis, musée d'Art et d'Archéologie                            |
|         | Portrait de Madame Georges Becht                                                                                          | 1818           | 92 × 73 cm       |                     | Senlis, musée d'Art et d'Archéologie                            |
|         | Le Dévouement patriotique des six bourgeois de Calais, 1342                                                               | 1819           | 300 × 600 cm     |                     | Versailles, musée de l'Histoire de France                       |
|         | Autoportrait | 1819           | 61 × 51 cm       |                     | Collection particulière                                         |
|         | La Tempête | 1820           | 35,5 × 51,5 cm   |                     | Paris, musée de la Vie romantique                               |
|         | Portrait de Louis XVIII, roi de France                                                                                    | 1820           |                  |                     | Versailles, musée de l'Histoire de France                       |
|         | Portrait de Clémentine de Brigode, née de La Tour-Maubourg                                                                | 1821           | 55,2 × 45,6 cm   |                     | Collection particulière                                         |
|         | Saint Louis visitant les pestiférés                                                                                       | 1822           | 320 × 260 cm     |                     | Paris, cathédrale Sainte-Croix de Paris des Arméniens           |
|         | Portrait en pied du général Lafayette                                                                                     | 1823           | 55,5 × 47 cm     |                     | Rouen, musée des Beaux-Arts                                     |
|         | Les Orphelins | 1823           | 46,5 × 38 cm     |                     | Paris, musée de la Vie romantique                               |
|         | Saint Thomas d'Aquin prêchant la confiance en Dieu pendant la tempête                                                     | 1823           | 393 × 295 cm     |                     | Paris, Petit Palais                                             |
|         | Saint Louis recevant sa dernière communion                                                                                | 1823           | 46,3 × 38,7 cm   | Note                | Los Angeles, musée d'Art du comté de Los Angeles                |
|         | Saint Louis recevant sa dernière communion                                                                                | 1823           | 260 × 310 cm     |                     | Paris, église Saint-Louis-en-l'Île                              |
|         | Une mère convalescente allant à l'église, appuyée sur ses deux enfants                                                    | 1824           | 40,5 × 31,5 cm   |                     | Grenoble, musée de Grenoble                                     |
|         | La Mort de Gaston de Foix à la bataille de Ravenne du 11 avril 1512                                                       | vers 1824      | 38 × 46 cm       |                     | Saint-Pétersbourg, musée de l'Ermitage                          |
|         | La Mort de Gaston de Foix à la bataille de Ravenne                                                                        | 1824           | 380 × 567 cm     |                     | Versailles, musée de l'Histoire de France                       |
|         | Le Jeune Malade | 1824           | 36 × 46 cm       | Note                | Dijon, musée Magnin                                             |
|         | La Mort de Géricault | 1824           | 36 × 46 cm       | Note                | Paris, musée du Louvre                                          |
|         | La Mort de Géricault | 1824           | 38 × 46 cm       |                     | Paris, musée de la Vie romantique                               |
|         | Portrait de Georges Washington (d'après Gilbert Stuart)                                                                   | 1825           | 73,1 × 60 cm     |                     | Collection particulière                                         |
|         | Femmes grecques implorant la Vierge                                                                                       | 1826           | 65 × 55 cm       | Note                | Tokyo, musée national de l'Art occidental                       |
|         | La Retraite de Russie | 1826           | 40,5 × 56 cm     |                     | Paris, musée de la Vie romantique                               |
|         | La Retraite de l'armée de Napoléon en Russie en 1812                                                                      | 1826           | 127,6 × 162,6 cm | Note                | Yale University Art Gallery                                     |
|         | Quatre soldats en déroute, la retraite de Russie                                                                          | 1826           | 43 × 55 cm       |                     | Paris, musée de la Vie romantique                               |
|         | La Famille du marin (esquisse)                                                                                            | 1826           | 41 × 32 cm       |                     | Paris, musée de la Vie romantique                               |
|         | La Marée montante ou La Femme du pêcheur                                                                                  | vers 1826      | 73 × 59 cm       |                     | Bordeaux, musée des Beaux-Arts                                  |
|         | Portrait présumé d'Ernestine Desormeaux enfant                                                                            | 1827           | 42,5 × 34 cm     |                     | Paris, musée de la Vie romantique                               |
|         | Charlemagne présente ses premiers capitulaires à l'Assemblée des Francs, 779                                              | 1827           | 366 × 289 cm     |                     | Versailles, musée de l'Histoire de France                       |
|         | Les Femmes souliotes | 1827           | 261 × 359 cm     | Note                | Paris, musée du Louvre                                          |
|         | La Plainte de la jeune fille                                                                                              | 1827           | 33 × 25 cm       |                     | Clermont-Ferrand, musée d'Art Roger-Quilliot                    |
|         | Portrait de Pierre-Jean Béranger                                                                                          | 1828           | 61 × 50 cm       |                     | Paris, musée de la Vie romantique                               |
|         | Portrait du prince de Talleyrand                                                                                          | 1828           | 116 × 90 cm      |                     | Chantilly, musée Condé                                          |
|         | Henri IV, roi de France                                                                                                   | vers 1829      | 310 × 229 cm     |                     | Pau, musée des Beaux-Arts                                       |
|         | Portrait de Félicie de Fauveau                                                                                            | 1829           | 103 × 72 cm      | Note                | Paris, musée du Louvre                                          |
|         | Portrait d'enfant (peint avec Eugène Isabey)                                                                              | 1829           | 40,7 × 28 cm     |                     | Londres, Wallace Collection                                     |
|         | Lénore, le retour de l'armée                                                                                              | 1829           | 29 × 51,2 cm     | Note                | Enschede, Rijksmuseum Twenthe (en)                              |
|         | Lénore, les morts vont vite                                                                                               | 1830           | 56,5 × 98 cm     |                     | Paris, musée de la Vie romantique                               |
|         | Louis-Philippe prêtant serment à la charte renouvelée (esquisse)                                                          | 1830           | 90,5 × 116,5 cm  |                     | Paris, musée de la Vie romantique                               |
|         | Portrait d'un artiste | 1830           | 118 × 90 cm      | Note                | Grenoble, musée de Grenoble                                     |
|         | Portrait du duc d'Orléans                                                                                                 | vers 1830      | 64 × 43 cm       |                     | Chantilly, musée Condé                                          |
|         | Portrait de Pierre-Jean Béranger                                                                                          | vers 1830      | 61 × 50 cm       |                     | Paris, musée Carnavalet                                         |
|         | La Sœur de Mercy | vers 1830-1831 | 31 × 39 cm       |                     | Londres, Wallace Collection                                     |
|         | Faust dans son cabinet (esquisse)                                                                                         | 1831           | 24,5 × 19,5 cm   | Note                | Paris, musée du Louvre                                          |
|         | Marguerite au rouet (esquisse)                                                                                            | 1831           | 22 × 18,8 cm     | Note                | Caen, musée des Beaux-Arts                                      |
|         | Marguerite au rouet | 1831           | 114 × 89 cm      |                     | Paris, musée de la Vie romantique                               |
|         | Portrait de Jacques-Charles Dupont-de-l'Eure                                                                              | 1831           | 65 × 54,5 cm     | Note                | Évreux, musée d'Évreux                                          |
|         | Portrait présumé de Marie d'Orléans                                                                                       | 1831           | 97,5 × 66,5 cm   |                     | Paris, musée de la Vie romantique                               |
|         | Marie-Étienne-François-Henri, comte de Baudrand, lieutenant général                                                       | 1832           | 95 × 64 cm       | Note                | Versailles, musée de l'Histoire de France                       |
|         | Eberhard, dit Le Larmoyeur (esquisse)                                                                                     | 1832           | 26,5 × 21,5 cm   | Note                | Dijon, musée Magnin                                             |
|         | Eberhard, comte de Wurtemberg, dit Le Larmoyeur                                                                           | 1832           | 151 × 163 cm     |                     | Paris, musée du Louvre                                          |
|         | Le Giaour (esquisse) | 1832           | 33 × 25 cm       |                     | Paris, musée de la Vie romantique                               |
|         | Le Giaour | 1832           | 106,5 × 73 cm    |                     | Paris, musée de la Vie romantique                               |
|         | Effie et Jeanie Deans dans la prison d'Édimbourg                                                                          | 1832           | 125,5 × 91 cm    |                     | Paris, musée de la Vie romantique                               |
|         | Portrait de Louise d'Orléans                                                                                              | 1833           | 131 × 98 cm      |                     | Paris, musée de la Vie romantique                               |
|         | Médora sur le rocher | 1833           | 22,5 × 17 cm     |                     | Paris, musée de la Vie romantique                               |
|         | Marguerite à l'église | 1833           | 31,5 × 20,5 cm   |                     | Paris, musée de la Vie romantique                               |
|         | La Fayette sur son lit de mort                                                                                            | vers 1834      | 64 × 80 cm       |                     | Blérancourt, musée national de la coopération franco-américaine |
|         | Les Ombres de Paolo et Francesca apparaissent à Dante et à Virgile                                                        | vers 1835      | 29,8 × 38 cm     |                     | Clermont-Ferrand, musée d'Art Roger-Quilliot                    |
|         | Les Ombres de Paolo et Francesca apparaissent à Dante et à Virgile                                                        | 1835           | 166,5 × 234 cm   |                     | Londres, Wallace Collection                                     |
|         | Portrait de Louis-Philippe, roi des Français                                                                              | 1835           | 84,5 × 64 cm     | Note                | Chantilly, musée Condé                                          |
|         | Louis-Lazare Hoche, général en chef des armées de l'ouest et de Sambre-et-Meuse                                           | 1835           | 207 × 127 cm     |                     | Paris, musée de l'Armée                                         |
|         | Charlemagne reçoit à Paderborn la soumission de Widkind, 785                                                              | 1835           | 465 × 542 cm     | Note                | Versailles, musée de l'Histoire de France                       |
|         | Portrait de Georges Mouton, comte de Lobau, maréchal de France                                                            | 1835           | 215 × 148 cm     |                     | Versailles, musée de l'Histoire de France                       |
|         | Le Duc d'Orléans reçoit à la barrière du Trône le premier régiment de hussards commandé par le duc de Chartres            | 1835           | 550 × 298 cm     |                     | Versailles, musée de l'Histoire de France                       |
|         | Le Duc d'Orléans reçoit à la barrière du Trône le premier régiment de hussards commandé par le duc de Chartres (esquisse) | 1836           | 118 × 88 cm      |                     | Versailles, musée de l'Histoire de France                       |
|         | Le Duc d'Orléans reçoit à la barrière du Trône le premier régiment de hussards commandé par le duc de Chartres            | 1836           | 495 × 410 cm     |                     | Versailles, musée de l'Histoire de France                       |
|         | Armand Carrel sur son lit de mort                                                                                         | 1836           | 38 × 46 cm       | Note                | Rouen, musée des Beaux-Arts                                     |
|         | Armand Carrel sur son lit de mort (réplique)                                                                              | 1836           | 38 × 46 cm       |                     | Versailles, musée de l'Histoire de France                       |
|         | La Bataille de Tolbiac 496                                                                                                | 1836           | 415 × 465 cm     | Note                | Versailles, musée de l'Histoire de France                       |
|         | Bergers conduits par l’Étoile                                                                                             | 1837           |                  |                     |                                                                 |
|         | Le Christ Consolateur | 1837           |                  | Note                | Amsterdam, musée d'Amsterdam                                    |
|         | Portrait de Franz Liszt                                                                                                   | 1837           |                  |                     |                                                                 |
|         | Portrait de Marie d'Orléans                                                                                               | vers 1837      | 155 × 73 cm      | Note                | Chantilly, musée Condé                                          |
|         | Portrait de Charles-Arnold Scheffer                                                                                       | 1838           | 82,5 × 60 cm     |                     | Paris, musée de la Vie romantique                               |
|         | Autoportrait (ancien titre Portrait du peintre Callande de Champmartin)                                                   | vers 1838      | 60,5 × 49,8 cm   | Note                | Dijon, musée Magnin                                             |
|         | Portrait de Pierre-Antoine Lebrun                                                                                         | vers 1840      | 62 × 50 cm       | Note                | Versailles, musée de l'Histoire de France                       |
|         | Un berger | 1840           | 106 × 80 cm      |                     | Rotterdam, musée Boijmans Van Beuningen                         |
|         | L'Enfant charitable | 1840           | 118 × 74 cm      | Note                | Nantes, musée des Beaux-Arts                                    |
|         | Portrait de jeune garçon                                                                                                  | 1840           | 47 × 33 cm       |                     | Paris, musée de la Vie romantique                               |
|         | Portrait de Pauline Viardot                                                                                               | 1840           | 97 × 60 cm       |                     | Paris, musée de la Vie romantique                               |
|         | Portrait de femme | 1841           | 119 × 74 cm      |                     | Collection particulière                                         |
|         | Portrait du docteur Duval                                                                                                 | 1841           |                  |                     | Caen, musée des Beaux-Arts                                      |
|         | Portrait de Madame Caillard                                                                                               | 1842           | 118 × 74 cm      |                     | Paris, Petit Palais                                             |
|         | Ferdinand-Philippe d'Orléans sur son lit de mort                                                                          | 1842           | 80,5 × 45,5 cm   |                     | Paris, musée de la Vie romantique                               |
|         | Portrait de Gioacchino Rossini                                                                                            | 1843           |                  |                     | Paris, Cité de la musique                                       |
|         | Portrait de la princesse Mathilde Bonaparte Demidoff                                                                      | 1844           |                  |                     | Florence, palais Pitti                                          |
|         | Portrait de Dona Francisca de Bragance, princesse de Joinville                                                            | 1844           | 142 × 81 cm      |                     | Paris, musée de la Vie romantique                               |
|         | Christ mis au tombeau | 1845           | cm               |                     |                                                                 |
|         | Portrait de Félicité-Robert de Lamennais                                                                                  | 1845           | 94 × 72,6 cm     |                     | Paris, musée du Louvre                                          |
|         | Portrait de l'abbé Gaspard Deguerry                                                                                       | 1845           | 119 × 73,5 cm    |                     | Paris, musée de la Vie romantique                               |
|         | Marguerite tenant son enfant mort                                                                                         | 1846           | 36 × 23 cm       |                     | Paris, musée de la Vie romantique                               |
|         | Saint Augustin et sainte Monique                                                                                          | 1846           | 165 × 132 cm     |                     | Paris, musée de la Vie romantique                               |
|         | Saint Augustin et sainte Monique (réplique)                                                                               | 1846           | 147 × 114 cm     |                     | Paris, musée du Louvre                                          |
|         | Portrait de Frédéric Chopin                                                                                               | 1847           | 62 × 51 cm       |                     | Versailles, musée de l'Histoire de France                       |
|         | Les douleurs de la terre se transforment en espérance en s'élevant vers le ciel                                           | vers 1847      | 153,5 × 99 cm    |                     | Collection particulière                                         |
|         | Portrait d'Alphonse de Lamartine                                                                                          | 1848           | 92 × 59 cm       |                     | Versailles, musée de l'Histoire de France                       |
|         | Faust dans son cabinet | 1848           | 122,5 × 90 cm    |                     | Paris, musée de la Vie romantique                               |
|         | Portrait d'homme | 1848           | 68,5 × 61,5 cm   | Note                | Rouen, musée des Beaux-Arts                                     |
|         | Portrait de Jean-Abraham Nottebohm                                                                                        | 1849           | 127,5 × 95 cm    |                     | Paris, musée de la Vie romantique                               |
|         | L'Amour céleste et terrestre                                                                                              | 1850           |                  |                     | Dordrecht, musée de Dordrecht                                   |
|         | Le Petit Atelier de la rue Chaptal                                                                                        | 1850           |                  |                     | Dordrecht, musée de Dordrecht                                   |
|         | Portrait de la comtesse de Gobineau                                                                                       | 1850           | 72,5 × 63,5 cm   |                     | Beauvais, MUDO - Musée de l'Oise                                |
|         | Portrait d'Henri Martin                                                                                                   | 1850           | 120 × 81 cm      |                     | Versailles, musée de l'Histoire de France                       |
|         | Portrait de Rose Branicki                                                                                                 | 1850           | 51 × 43 cm       | Mère de la suivante | musée national de Varsovie                                      |
|         | Portrait de Katarzyna Potocka née Branicka                                                                                | 1850           | 83 × 63 cm       | Note                | musée national de Varsovie                                      |
|         | Sophie Marin (épouse du peintre)                                                                                          | vers 1850      |                  |                     |                                                                 |
|         | Le Comte Eberhard de Württemberg et son fils                                                                              | 1851           | 168 × 208 cm     | Note                | Rotterdam, musée Boijmans Van Beuningen                         |
|         | Dante et Béatrice | 1851           | 180 × 99 cm      | Note                | Boston, musée des Beaux-Arts                                    |
|         | Portrait de Madame Robert Holland                                                                                         | 1851           | 81,9 × 60,3 cm   |                     | Londres, National Gallery                                       |
|         | Portrait de Pauline Viardot en Sainte Cécile                                                                              | 1851           | 82 × 51 cm       |                     | Paris, musée de la Vie romantique                               |
|         | Le Christ pleurant sur Jérusalem                                                                                          | 1851           | 107,6 × 73,5 cm  | Note                | Baltimore, Walters Art Museum                                   |
|         | Le Christ consolateur (réplique)                                                                                          | 1851           | 60 × 80 cm       |                     | Minneapolis Institute of Arts                                   |
|         | La Tentation du Christ | 1851-1858      | 345 × 241 cm     |                     | Paris, musée du Louvre                                          |
|         | Portrait de Louis Ratisbonn                                                                                               | 1852           | 46,5 × 38,5 cm   |                     | Paris, musée de la Vie romantique                               |
|         | Le Comte Eberhard de Württemberg pleurant aux côtés du corps de son fils                                                  | 1853           | 168 × 208 cm     | Note                | Rotterdam, musée Boijmans Van Beuningen                         |
|         | La Tentation du Christ | 1854           |                  |                     | Liverpool, Walker Art Gallery                                   |
|         | Saint Augustin et sa mère sainte Monique                                                                                  | 1854           | 135,2 × 104,8 cm |                     | Londres, National Gallery                                       |
|         | Les Ombres de Francesca da Rimini et de Paolo Malatesta apparaissent à Dante et à Virgile (réplique)                      | 1855           | 171 × 239 cm     |                     | Paris, musée du Louvre                                          |
|         | Portrait d'Abel-François Villemain                                                                                        | 1855           | 109 × 99,7 cm    |                     | Paris, musée du Louvre                                          |
|         | Ruth et Noémi | 1855           | 157 × 118 cm     |                     | Paris, musée du Louvre                                          |
|         | Ruth et Noémi (réduction)                                                                                                 | 1855           | 55,8 × 40,8 cm   |                     | Liverpool, Walker Art Gallery                                   |
|         | Portrait de la reine Marie-Amélie en deuil (esquisse)                                                                     | 1857           | 128 × 98 cm      |                     | Paris, musée de la Vie romantique                               |
|         | Portrait de la reine Marie-Amélie                                                                                         | 1857           | 139 × 106 cm     |                     | Chantilly, musée Condé                                          |
|         | Le Retour du fils prodigue                                                                                                | 1857           | 60,8 × 49,6 cm   |                     | Londres, Wallace Collection                                     |
|         | Portrait de Cornélie Renan-Scheffer                                                                                       | 1857           | 46 × 38,5 cm     |                     | Paris, musée de la Vie romantique                               |
|         | Le Partage du pain | 1857           | 61 × 49,5 cm     |                     | Collection particulière                                         |
|         | Le Baiser de Judas | 1857           | 61 × 49,5 cm     |                     | Collection particulière                                         |
|         | Marguerite à la fontaine                                                                                                  | 1858           | 160 × 101 cm     |                     | Londres, Wallace Collection                                     |
|         | Portrait de Calvin | 1858           | 121 × 89 cm      |                     | Paris, musée de la Vie romantique                               |
|         | L'Ange de la Résurrection                                                                                                 | 1858           | 163 × 123 cm     |                     | Paris, musée de la Vie romantique                               |
|         | La Mort de Malvina |                | 113 × 147 cm     |                     | Varzy, musée Auguste Grasset                                    |
|         | Autoportrait |                | 61 × 50 cm       |                     | Dijon, musée Magnin                                             |
|         | Portrait d'un prince de la famille de Prusse                                                                              |                | 61 x 51 cm       |                     | Collection particulière                                         |
|         | Le Christ au roseau |                | 117 × 88,2 cm    |                     | Cambrai, musée de Cambrai                                       |
|         | Exilés grecs sur un rocher, regardant leur patrie perdue                                                                  |                | 40,5 × 32 cm     | Note                | Enschede, Rijksmuseum Twenthe (en)                              |
|         | Hannibal jurant de venger la mort de son frère Hasdrubal                                                                  |                | 86 × 98 cm       |                     | Paris, musée de la Vie romantique                               |
|         | Le Jeune Malade |                | 38 × 46 cm       |                     | Dijon, musée Magnin                                             |
|         | Lénor, les morts vont vite                                                                                                | après 1830     | 59 × 76 cm       | Note                | Lille, palais des Beaux-Arts                                    |
|         | Lénor, les morts vont vite                                                                                                |                | 59,5 × 81,5 cm   |                     | Guéret, musée d'Art et d'Archéologie                            |
|         | La Madeleine au pied de la croix                                                                                          |                | 92 × 60 cm       | Note                | Marseille, musée des Beaux-Arts                                 |
|         | La Madeleine au pied de la croix                                                                                          |                | 92,8 × 60,4 cm   | Note                | musée d'Amsterdam                                               |
|         | Mater dolorosa |                | 55 × 45 cm       |                     | Squiffiec, église (œuvre volée)                                 |
|         | Mademoiselle de Montblanc après sa mort, sous la figure d'un ange                                                         | 1847           | 81 × 160 cm      |                     | Grenoble, musée de Grenoble                                     |
|         | Napoléon à Sainte-Hélène dictant ses mémoires à Las Cases                                                                 |                |                  |                     | Versailles, musée Lambinet                                      |
|         | La mort d'Eurydice | 1814           | 160 × 128 cm     |                     | Blois, musée des Beaux-Arts                                     |
|         | Portrait de Charles Gounod                                                                                                |                | 50 × 42 cm       |                     | Versailles, musée de l'Histoire de France                       |
|         | Portrait d'Eugène Cavaignac                                                                                               |                | 78 × 56 cm       |                     | Versailles, musée de l'Histoire de France                       |
|         | Portrait de François Arago                                                                                                |                | 84 × 65 cm       | Note                | Versailles, musée de l'Histoire de France                       |
|         | Portrait d'Horace Vernet                                                                                                  |                | 56 × 47 cm       |                     | Versailles, musée de l'Histoire de France                       |
|         | Portrait du général Saint-Cyr Nugues                                                                                      |                | 73 × 60 cm       |                     | Versailles, musée de l'Histoire de France                       |
|         | Portrait d'Aimable-Guillaume-Prospère Brugière, baron de Barante                                                          |                | 59 × 45 cm       |                     | Versailles, musée de l'Histoire de France                       |
|         | Portrait de Césarine-Marie-Joséphine d'Houdetot, baronne de Barante                                                       |                | 74 × 52 cm       |                     | Versailles, musée de l'Histoire de France                       |
|         | Portrait de Marie Taglioni                                                                                                |                | 48 × 35 cm       |                     | Versailles, musée de l'Histoire de France                       |
|         | Portrait de Monseigneur Sibour, archevêque de Paris                                                                       |                | 64 × 49 cm       |                     | Versailles, musée de l'Histoire de France                       |
|         | Portrait d'Odilon Barrot                                                                                                  |                | 140 × 97 cm      |                     | Paris, Conseil d'État                                           |
|         | Portrait de Paul-Louis Couturier                                                                                          |                | 56 × 46 cm       |                     | Versailles, musée de l'Histoire de France                       |
|         | Portrait de Madame Charles de Rémusat                                                                                     |                | 56 × 45 cm       | Note                | Toulouse, musée du Vieux Toulouse                               |
|         | Portrait présumé de Mademoiselle Mars                                                                                     |                | 91 × 72,5 cm     |                     | Paris, musée de la Vie romantique                               |
|         | Portrait de Cornélie Marjolin-Scheffer                                                                                    |                | 46 × 38 cm       |                     | Paris, musée de la Vie romantique                               |
|         | Portrait de Cornélie Scheffer enfant (esquisse)                                                                           |                | 99 × 59 cm       |                     | Paris, musée de la Vie romantique                               |
|         | Projet de triptyque |                | 62 × 53 cm       |                     | Paris, musée de la Vie romantique                               |
|         | Scène d'exode (esquisse)                                                                                                  |                | 60 × 73,5 cm     | Note                | Rouen, musée des Beaux-Arts                                     |

- La Promenade au Jardin.
- Marguerite au Puits.
- Christ Rémunérateur.
- Rois mages déposant leurs Couronnes.
- Christ au Jardin des Oliviers.
- Christ portant sa Croix.

- Françoise de Rimini, gravé par Luigi Calamatta, 23 × 33 cm, Gray, musée Baron-Martin.
- Portrait de Victor Tamburini, Paris, musée du Louvre[44].

## Salons
- Salon de 1819 : Dévouement patriotique de six bourgeois de Calais.

## Expositions
- 1859 : exposition organisée par Francis Petit, marchand d'art (cent quatre peintures, trois sculptures) à l'hôtel du marquis d'Hertford au no 26 boulevard des Italiens à Paris.

## Élèves
- Thomas de Barbarin
- Auguste Bartholdi
- Nina Bianchi (1821-1909)
- Léon-Marie-Joseph Billardet (1818-1862)[45]
- German von Bohn
- Henri Bource (1826-1899), en 1857-1858[46]
- Gustave-Henri Colin (1828-1910), après 1847
- Jules Cornilliet (1830-1885)
- Félix Cottavoz (1810-1886), vers 1835
- Léon-Lucien Goupil
- Charles Landelle
- Auguste Legras (1817-1887)
- Camille Adrien Paris (1834-1901)
- Claudius Popelin
- Jean-Baptiste-Ange Tissier

## Hommages
- La rue Scheffer et la villa Scheffer sont nommées en son honneur dans le 16e arrondissement de Paris.
- Dans son roman Le Dernier Vivant, l'écrivain Paul Féval compare l'héroïne à une âme peinte par Ary Scheffer, une allusion au tableau Mademoiselle de Montblanc après sa mort, sous la figure d'un ange.

## Distinction
- Chevalier de l'ordre de Léopold (Belgique, 1833)[47].